# Далримпл, Джон, 1-й граф Стэр
Джон Далримпл, 1-й граф Стэр (англ. John Dalrymple, 1st Earl of Stair; 10 ноября 1648 — 8 января 1707) — шотландский политик и юрист. Принимал активное участие в переговорах по Актам об унии 1707 года, но умер за несколько месяцев до того, как Акт вступил в силу.

## Происхождение

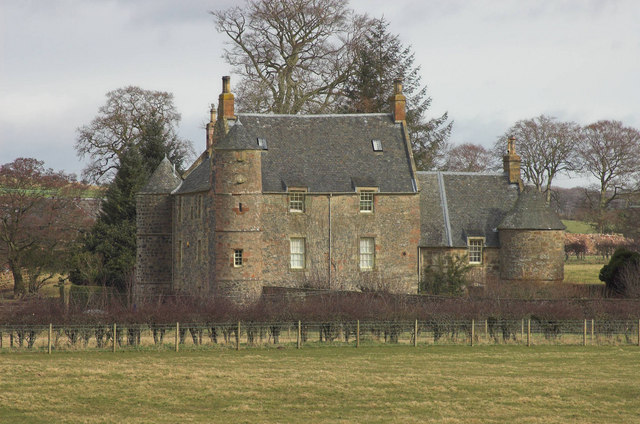
Стэр-хаус, место рождения Джона Далримпла

Джон Далримпл родился 10 ноября 1648 года в Стэр-хаусе около Кайла, Айршир. Старший сын Джеймса Далримпла, виконта Стэра (1619—1695), и Маргарет Росс-Кеннеди (? — 1692). С 1690 по 1695 год он был известен как мастер Стэр. Его отец Джеймс был известным юристом и одним из немногих шотландцев, участвовавших в Бредском соглашении 1650 года, которые сохранили благосклонность короля Карла II Стюарта после Реставрации 1660 года.

## Карьера
Джеймс Далримпл был автором «Институций права Шотландии», впервые опубликованных в 1681 году, но находящихся в обращении с 1660-х годов и общепризнанных как «основа современного шотландского права». Имея такое прошлое, Джон последовал примеру своего отца в юридической карьере, как и трое из его четырех братьев, и получил квалификацию адвоката в феврале 1672 года.
Во время Войны трёх королевств (1639—1651) шотландские роялисты и ковенантеры согласились, что монархия сама по себе была предопределена Богом, но разошлись во мнениях относительно природы и степени королевской власти по сравнению с властью церкви. Будучи преисполнены решимости избежать повторения краха политической власти, который сопровождал правление Ковенантера, мнение роялистов о том, что корона является верховным арбитром и источником власти, стало доминирующим. Это означало, что противодействие власти короля, юридическое или иное, теперь стало политическим актом.
В 1681 году принц Йоркский и будущий Яков VII (II) был отправлен в Эдинбург в качестве лорда-верховного комиссара, а в августе шотландский парламент принял Акт о наследовании. Это подтверждало божественное право королей, права естественного наследника «независимо от религии», обязанность всех присягать на верность королю и независимость шотландской короны.
Принятый в то же время Шотландский тестовый акт требовал от всех государственных чиновников и членов парламента присяги «поддерживать истинную протестантскую религию», а также признавать верховенство королевской власти во всех религиозных вопросах. Ряд видных шотландских пресвитериан, в том числе Джеймс Далримпл и граф Аргайл, отказались принять Тестовый акт, поскольку он освобождал членов королевской семьи от принятия тех же обязательств и обязывал всех остальных признавать власть короля, что вызвало очевидную проблему с наследником престола и католиком, герцогом Яковом Йоркским. Граф Аргайл предстал перед судом по обвинению в государственной измене вместе с Джоном Далримплом в качестве одного из его адвокатов. Он был признан виновным и приговорен к смертной казни, но бежал в Нидерланды.
В январе 1682 года Джеймс Далримпл отправился в изгнание в Голландию. Джон Грэм из Клаверхауса, который был военным командиром, ответственным за подавление пресвитерианских конвентиклов на юго-западе Шотландии, расквартировал свои войска на территории Джона Далримпла и наложил штрафы на его арендаторов. Его возражения привели к аресту и тюремному заключению Далримпла в сентябре 1684 года. Он был освобожден только в ноябре 1685 года, после того как Яков II стал новым королем Англии и Шотландии.
В качестве государственного секретаря Шотландии в 1691—1695 годах он сыграл ключевую роль в подавлении восстания якобитов в 1689 году и был вынужден уйти в отставку в 1695 году из-за участия в резне в Гленко.
20 ноября 1695 года после смерти своего отца Джон Далримпл унаследовал титулы 2-го виконта Стэра (Пэрство Шотландии), 2-го лорда Гленлуса и Странраера (Пэрство Шотландии) и 2-го баронета Далримпла из Стэра (Баронетство Новой Шотландии).
8 апреля 1703 года для него были созданы титулы 1-го графа Стэра (Пэрство Шотландии), 1-го виконта Далримпла (Пэрство Шотландии) и 1-го лорда Ньюлистона, Гленлуса и Странраера (Пэрство Шотландии).

## Наследие

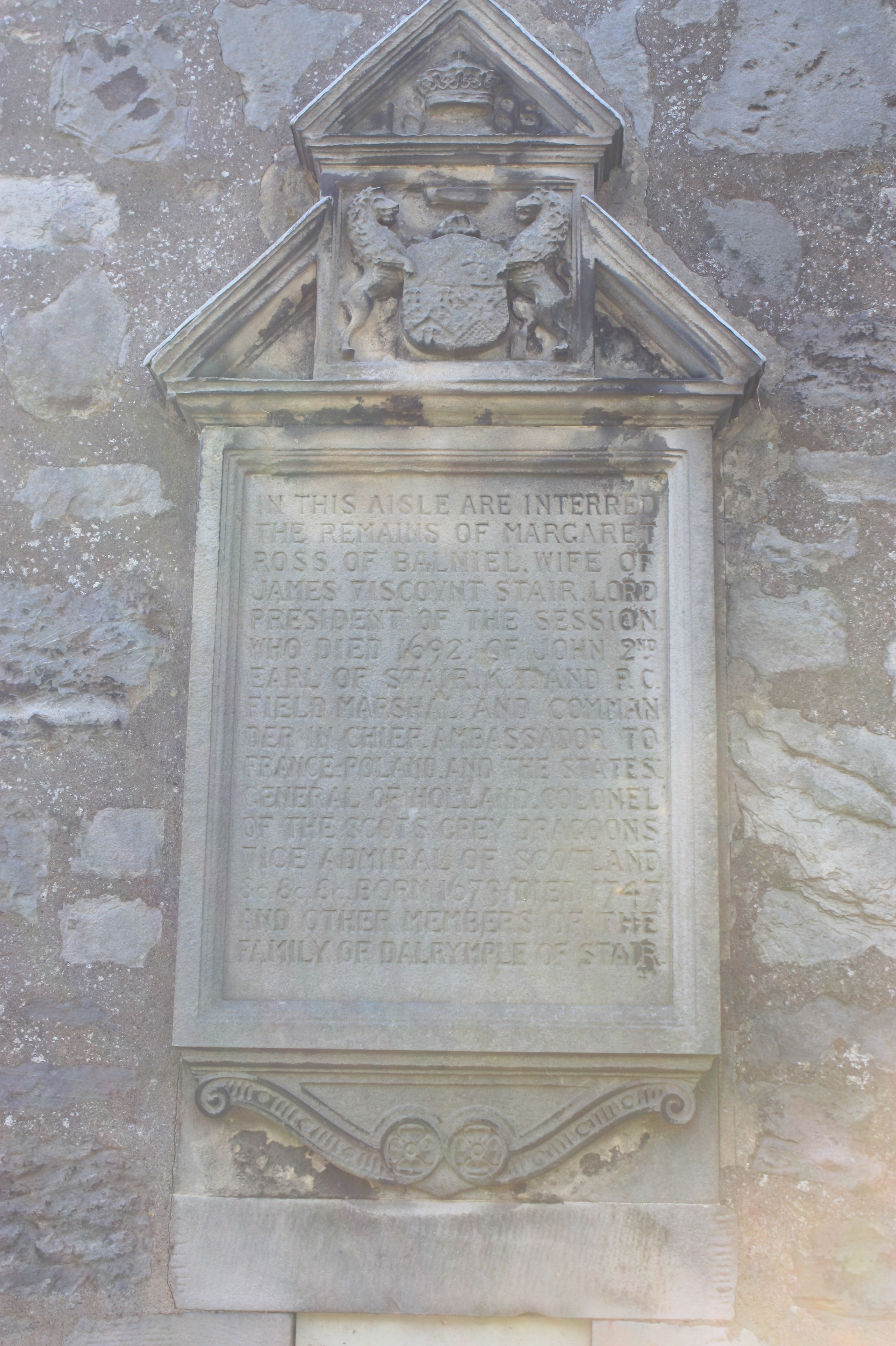
Мемориал в церкви Кирклистон

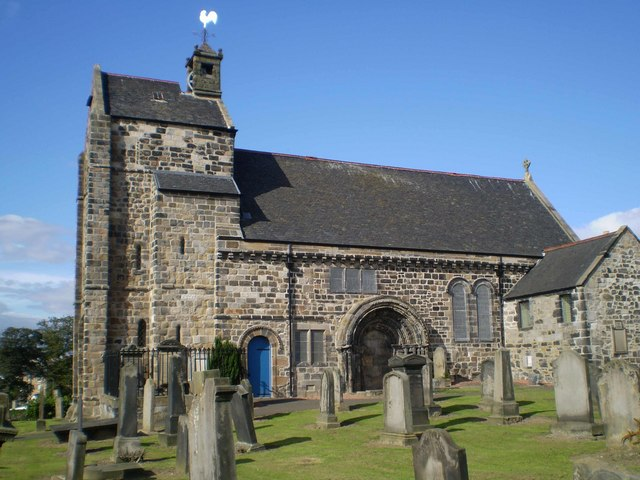
Приходская церковь Кирклистона, где похоронен 1-й граф Стэйр

Последним политическим действием графа Стэра были дебаты по статье XXII Акта об унии, касающейся представительства Шотландии в объединенном парламенте; он был одобрен 7 января 1707 года, и на следующий день он умер в своей квартире от апоплексического удара. Он был похоронен недалеко от Эдинбурга, в Кирклистоне, Линлитгоушир.
После его смерти его жена Элизабет, вдовствующая графиня Стэр, приобрела дом в Леди Грейс Клоуз в Эдинбурге, построенный и принадлежавший ее бабушке и дедушке и известный как Дом леди Грей. Он был переименован в «Lady Stair’s Close» и «Lady Stair’s House» соответственно, и теперь в них находится Музей шотландских писателей.

## Семья
В январе 1669 года Джон Далримпл женился на Элизабет Дандас (1650 — 25 мая 1731), дочери сэра Джона Дандаса из Ньюлистона и Агнес Грей. У супругов в браке родилось 10 детей (6 сыновей и 4 дочери), четверо из которых достигли совершеннолетия:
- Джон Дэлримпл, 2-й граф Стэр (20 июля 1673 — 9 мая 1747)
- Леди Маргарет Далримпл (ок. 1677 — 3 апреля 1777), которая в 1700 году вышла замуж за Хью Кэмпбелла, 3-го графа Лоудуна
- Достопочтенный Уильям Далримпл (1678 — 3 декабря 1744)
- Достопочтенный Джордж Далримпл (1680 — 29 июля 1745).